# Nazionale maschile di rugby a 15 d'Israele
La nazionale di rugby a 15 d'Israele (נבחרת הגברים של ישראל ברוגבי) rappresenta il proprio paese nelle competizioni di rugby internazionali. Non ha mai partecipato alla Coppa del mondo di rugby, ma partecipa regolarmente al Campionato europeo per Nazioni di rugby, dove è attualmente inserita nella 2ª divisione poule C.